# Ella Cara Deloria
Ella Cara Deloria, nata Aŋpétu Wašté Wiŋ (lett. "Donna del bel giorno"; Yankton, 31 gennaio 1889 – Tripp, 12 febbraio 1971) è stata un'educatrice, antropologa, etnografa, linguista e scrittrice statunitense di etnia lakota.
Ebbe un ruolo di fondamentale importanza nel documentare la cultura e le lingue sioux in un momento storico in cui la cultura tradizionale era a rischio estinzione.

## Biografia
I genitori della Deloria erano di discendenza mista europea e Sioux. Suo nonno paterno era un capo tribale e uno dei suoi bisnonni materni fu l'artista Thomas Sully. Il padre della Deloria si era convertito al cristianesimo e, di conseguenza, nel 1890 divenne il capo della chiesa e del collegio di St. Elizabeth nel nord della riserva di Standing Rock. Qualche anno dopo divenne uno dei primi nativi americani ad diventare sacerdote della chiesa episcopale.
Suo padre ebbe una grande influenza sulla sua vita in tenera età. Non solo crebbe parlando lakota (anche se parlava il dakota con la sua famiglia), ma frequentò le scuole episcopali fino a quando non si iscrisse all'Oberlin College e al Teachers College presso la Columbia University.
Nel 1915 Deloria si laureò al Columbia Teacher's College. Durante i suoi studi incontrò e lavorò con Franz Boas, un antropologo molto apprezzato, traducendo testi in lingua dakota. Nel 1926 Deloria raggiunse Boas a New York per iniziare ulteriori collaborazioni, dove conobbe l'antropologa Ruth Benedict.
Sotto il consiglio della Benedict, Deloria si concentrò sulla parentela, sulla struttura tribale e sul ruolo delle donne, che in seguito emerse nel suo romanzo Waterlily e in un testo di accompagnamento che avrebbe modellato il lavoro di Deloria. Nei suoi sforzi di ricerca sulla cultura tradizionale dei Sioux Lakota e Dakota, Deloria intervistò anziani e storici tribali. Molte delle sue interviste sono gli ultimi resoconti rimanenti di aspetti di tale cultura. Queste interviste erano in gran parte in pericolo di perdita, fino a quando iniziarono ad essere catalogate con ingenti sforzi negli anni successivi.
Oltre al suo lavoro accademico antropologico, scrisse il romanzo Waterlily (completato nel 1948, ma non pubblicato fino al 1988) sulla vita quotidiana di una donna Sioux. Il libro, pubblicato postumo, fu un tentativo di introdurre la cultura dei nativi americani ai non studiosi e ai non nativi.
Ella Cara Deloria morì nel 1971 a Vermillion, nel Dakota del Sud, lasciando un'eredità per il suo popolo e una quantità di informazioni che devono ancora essere apprese dal suo vasto lavoro.

## Opere
- The Sun Dance of the Oglala Sioux, Journal of American Folklore 42 (166), 1929,  pp. 354-413.
- Dakota Texts, New York: G.E. Stechert and Co., 1932.
- Dakota Grammar. Memoirs of the National Academy of Sciences 23, Washington, D.C., Government Printing Office, 1941.
- Speaking of Indians, New York, Friendship Press, 1944.
- Short Dakota Texts, Including Conversations, International Journal of American Linguistics 20 (1), 1954,  pp. 17-22.
- Some Notes on the Yankton, Museum News 28, 1967,  pp. 3-4,5-6.

## Opere postume
- Buffalo People, Albuquerque, University of New Mexico Press, 1994.
- Deer women and elk men: the Lakota narratives of Ella Deloria, Albuquerque, University of New Mexico Press, 1992.
- Iron hawk, Albuquerque, University of New Mexico Press, 1993.
- Waterlily, Lincoln, University of Nebraska Press, 1988.